# 赤坂幸清
赤坂 幸清（あかさか ゆききよ）は、鎌倉時代末期から南北朝時代にかけての武将。

## 略歴
鎌倉時代末頃から伯耆国八橋郡中山付近（現在の西伯郡大山町から東伯郡琴浦町赤碕にかけての地域）に勢力を誇っていた土豪であった。元弘3年（1333年）、船上山合戦の後に幕府方の中山城が攻略され、糟屋重行一族が敗走すると入れ替わる形で中山城に居城、周辺に勢力を扶植した。
延元元年（1336年）、幸清は名和長年の軍に加わり、足利尊氏の軍と戦うも敗れ、京都の大宮付近で戦死した。
現在、琴浦町内には赤坂一族の墓と言われる五輪塔群が存在しており、その中の一基が幸清のものではないかと考えられている。

## 人物
幸清は大山権現を篤く信仰していたと伝えられる。幸清の居住していた地域は大山権現に近い場所であり、日頃から権現への参拝を望んでいたという。しかし、幸清は延元元年（1336年）に討ち死にしたため、この願いは叶えられることがなかった。なお、江戸時代頃の伯耆（おそらく西部域）ではこの伝承を基にした「掃部殿の大山参りにて埒（らち）が明かぬ」ということわざが存在したといい、物事を先に延ばすことの意味で使用されたと伝えられている。